# Pangio longipinnis
Pangio longipinnis är en fiskart som först beskrevs av Menon 1992.  Pangio longipinnis ingår i släktet Pangio och familjen nissögefiskar. Inga underarter finns listade i Catalogue of Life.